# Kostel svaté Máří Magdaleny (Poznaň)
Kostel svaté Máří Magdalény (polsky kolegiata św. Marii Magdaleny) byl kostel v polském městě Poznaň. Vznikl v 14. nebo 15. století a dosahoval výšky 114,8 metru. Dlouhý byl přibližně 70 a široký 42 metrů.
První kostel byl postaven v letech 1263 – 1282, ale ten byl zničen během velkého požáru Poznaně v roce 1447. V 15. století byl postaven 114,8 metrů vysoký Kostel svaté Máří Magdalény, který 10. července 1657 poškodili Švédové. V roce 1661 byl zrekonstruován; 3. června 1773 do kostela udeřil blesk, což způsobilo jeho požár. O 4 roky později, 18. září 1777, se jedna z jeho stěn zhroutila a v roce 1780 zbytek stavby zachvátil požár, který přispěl k jeho zhroucení roku 1802. Dnes je na jeho místě náměstí, pod kterým byly v říjnu 1996 nalezeny jeho pozůstatky.

## Externí odkazy

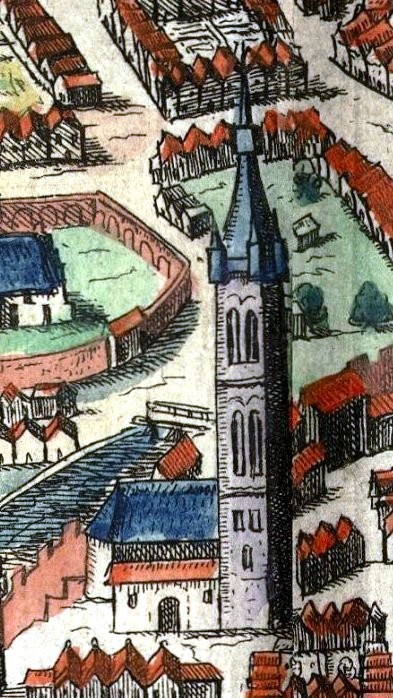
Kostel v roce 1617